# Дробышев, Алексей Юрьевич
Дробышев, Алексей Юрьевич — директор Клинического центра челюстно-лицевой, реконструктивно-восстановительной и пластической хирургии, заведующий кафедрой челюстно-лицевой и пластической хирургии  Российского университета медицины Министерства здравоохранения Российской Федерации, заслуженный врач Российской федерации, доктор медицинских наук, профессор. Избран членом-корреспондентом РАН 29 мая 2025 года. .
Год рождения 1963. В 1986 году окончил ММСИ. В 1994 году защитил кандидатскую диссертацию по теме «Комплексное лечении больных с флегмонами в челюстно-лицевой области».
В 1999 году защитил докторскую диссертацию по теме «Клинико-экспериментальное обоснование применения биокомпозиционных материалов при костно-восстановительных операциях на челюстях».
Высшая врачебная категория по хирургической стоматологии и челюстно-лицевой хирургии.
С 1986 г. А. Ю. Дробышев работает врачом поликлинического отделения, а затем взрослого стационара стоматологического комплекса, затем Центра стоматологи и челюстно-лицевой хирургии ММСИ, МГМСУ, затем МГМСУ им. А. И. Евдокимова. С 1988 г. — ассистент, доцент кафедры госпитальной хирургической стоматологии и ЧЛХ; 2000 г. — профессор кафедры; С 2008 г. по настоящее время — заведующий кафедрой челюстно-лицевой и пластической хирургии.
А. Ю. Дробышев является специалистом по челюстно-лицевой и пластической хирургии. Ежегодно выполняет более 300 операций в год по высоко-технологичной медицинской помощи. Наибольшим интересом в профессиональной деятельности является лечение пациентов с тяжёлой врождённой патологией ЧЛО, с травмами и посттравматическими дефектами и деформациями ЧЛО, лечение и реабилитация больных после онкологических заболеваний, костно-восстановительные операции, дентальная имплантация.
Является автором первой в России монографии «Основы ортогнатической хирургии», автором первого в России учебника "Челюстно-лицевая хирургия" и соавтором учебника «Хирургическая стоматология и челюстно-лицевая хирургия" для студентов стоматологических факультетов, Национального руководства "Челюстно-лицевая хирургия и хирургическая стоматология", практических руководств по челюстно-лицевой хирургии,
методических разработок для студентов лечебного факультета и факультета постдипломного образования по различным разделам стоматологии челюстно-лицевой хирургии. Автором патентов на изобретения и новых методов лечения по различным разделам хирургической стоматологии и ЧЛХ. Имеет более 400 печатных работ и выступлений на международных и Российских конференциях.
Под его научным руководством защищены 22 кандидатских и 3 докторских диссертации. 
Награждён грамотами Президента РФ и Министра Здравоохранения РФ, медалью "За заслуги перед Отечественным Здравоохранением". 
Принимал участие в ликвидации последствий землетрясения в Армении.

## = Примечания
1. ↑  СПИСОК членов-корреспондентов РАН, избранных общим собранием членов РАН 29-30 мая 2025 г.